# Arbot
Arbot ist eine französische Gemeinde mit 64 Einwohnern (Stand 1. Januar 2022) im Département Haute-Marne in der Region Grand Est; sie gehört zum Arrondissement Langres und zum Kanton Villegusien-le-Lac. Sie ist Mitglied des Gemeindeverbandes Auberive Vingeanne et Montsaugeonnais.

## Geografie
Die Gemeinde liegt an der oberen Aube, östlich der Gemeinde Rouvres-sur-Aube.

## Bevölkerungsentwicklung

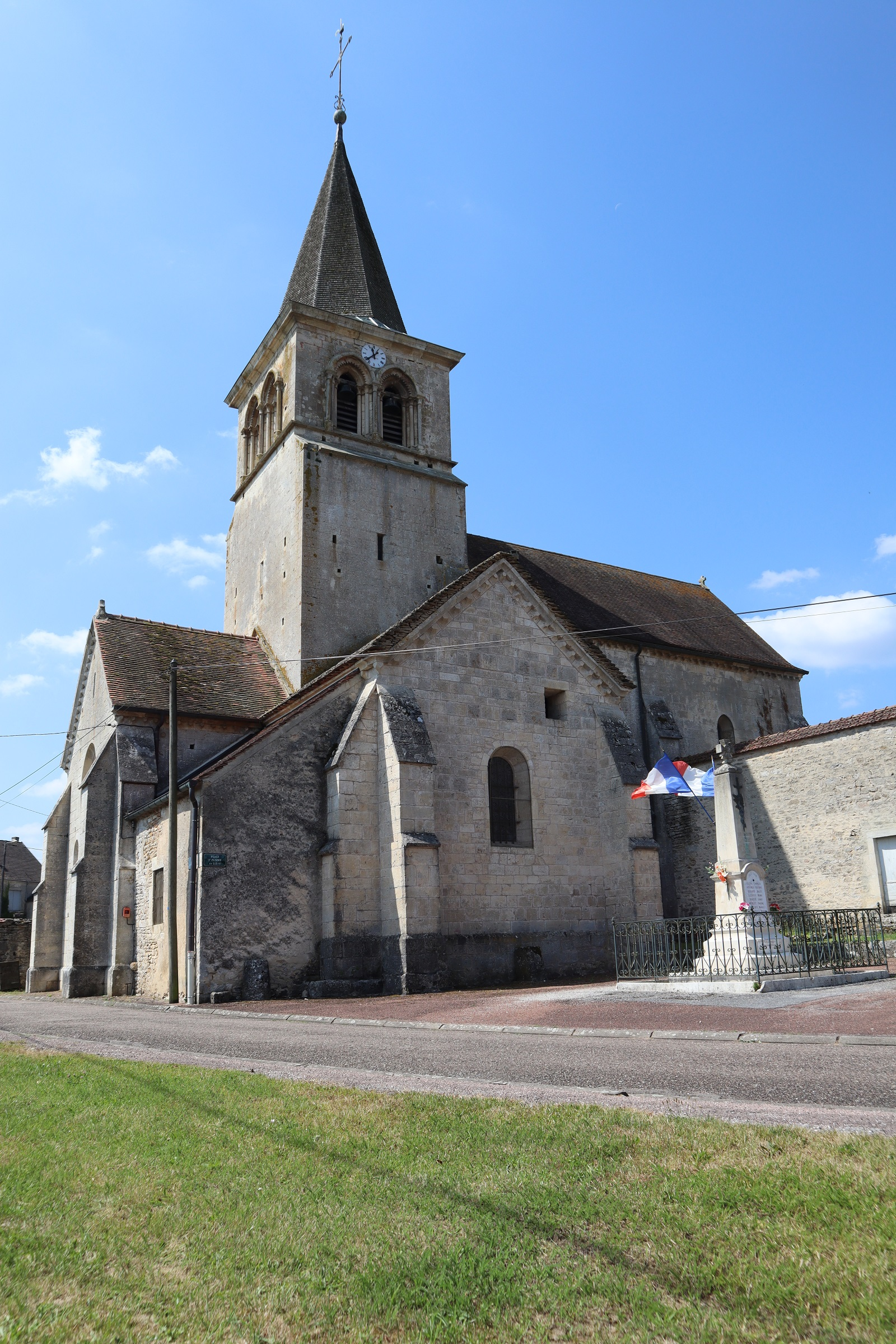
Kirche Saint-Pierre-ès-Liens

| Jahr      | 1962 | 1968 | 1975 | 1982 | 1990 | 1999 | 2006 | 2012 | 2018 |
| Einwohner | 140  | 133  | 94   | 82   | 73   | 71   | 69   | 69   | 69   |